# Spaltleder
Spaltleder sind Häute, die über die gesamte Fläche in zwei Leder unterschiedlicher Eigenschaft aufgespalten wurden. 
Das Spalten kann nach der Enthaarung im Zustand der Blöße, nach der Gerbung im nassen Zustand oder am Ende des Gerbprozesses im trockenen Zustand erfolgen. Die ersten Spaltmaschinen wurden Mitte des 18. Jahrhunderts entwickelt. Spaltabfälle, die nicht zur Lederherstellung verwendet werden können, werden zu Gelatine oder anderen Kollagenprodukten verarbeitet.
Der obere Teil der Haut besteht aus Papillarschicht und angrenzender Retikularschicht und wird abgespalten als Oberspalt oder Narbenspalt bezeichnet. Dieser Teil hat eine von Natur aus glatte und eine raue Seite. Er eignet sich für die Herstellung von Glattledern – zum Beispiel Nappaleder, Kalb- oder Rindbox, Chevreaux – und kann auch für Rauleder genutzt werden. Bei Nubuk wird die Narbenseite geschliffen, bei Velours die Fleischseite.
Der untere Teil der Haut besteht nur aus Anteilen der Retikularschicht und wird abgespalten als Fleischspalt bezeichnet, ungenauer auch als Spaltleder oder Spalt. Dieser Teil hat zwei raue Seiten. Eine Verwertung kann als Rauleder in Form von Veloursleder erfolgen. Eine weitere Verwertung ergibt sich durch das Auftragen einer Beschichtung mit Polymeren. Im Rahmen der Beschichtung wird eine Struktur in die Oberfläche geprägt, die oftmals einem natürlichen Narbenbild nachempfunden ist. Bis zu einer Beschichtungsstärke von 150 µm (0,15 mm) darf das Produkt als „Leder“ verkauft werden. Ist die Beschichtung dicker, muss der Artikel als „beschichtetes Leder“ gekennzeichnet werden, bei mehr als einem Drittel der Gesamtstärke als „Kunstleder“.
Leder vom Fleischspalt haben grundsätzlich geringere Festigkeitswerte als Narbenleder. Diese Tatsache sollte bei der Anwendung und Verarbeitung berücksichtigt werden. Fleischspalte sind preislich günstiger als Narbenleder.
Spaltleder von Rindern werden als Veloursleder für Schuhe und Bekleidung eingesetzt, beschichtetes Spaltleder wird für Kleinlederwaren, Schuhe und Autolenkräder verwendet.
Fleischspalte von Kleintierfellen wie Schaf und Ziege werden hauptsächlich zu Bekleidungsvelours verarbeitet. Skivers sind sehr dünne (0,5 mm) Narbenspalte vom Schaf. Sie werden für Kaschierungen und als Hutbandleder verwendet.
Im verarbeiteten Zustand lässt sich der Unterschied zwischen Narbenleder und Spaltleder oftmals nur sehr schwer erkennen.